# NGC 85
NGC 85 è una piccola galassia lenticolare situata nella costellazione di Andromeda.
La galassia è stata scoperta il 15 novembre 1873 dall'astronomo britannico Ralph Copeland.
Ha una magnitudine apparente di 15,7 ed è distante circa 200 milioni di anni luce. NGC 85 sembra interagire con la vicina galassia a spirale IC 1546.

## Gruppo di NGC 80
NGC 85 fa parte del Gruppo di NGC 80, che comprende numerose galassie situate nella costellazione di Andromeda. La distanza media di questo gruppo di galassie dalla nostra Via Lattea è di circa 79,8 megaparsec.
Il gruppo comprende le galassie NGC 80, NGC 81, NGC 84, NGC 85, NGC 86, IC 1541, IC 1548, MCG 01-02-10 (PGC 1384), CGCG 479-014B (PGC 1662109) e UCM 18+2216 (PGC 1671888).
Secondo alcuni studi anche la galassia NGC 79 farebbe parte del Gruppo di NGC 80.
Secondo il database NASA/IPAC, NGC 90 e NGC 93 formano una coppia di galassie interagenti e, data la loro distanza dalla nostra galassia, potrebbero anch'esse far parte del gruppo di NGC 80. Altri autori includono anche IC 1546, la galassia posta a sinistra di NGC 85 nel medesimo gruppo.
Data la sua prossimità a NGC 85, IC 1546 viene a volte indicata anche come NGC 85B.